# What If… The Avengers Assembled in 1602?
«What If… The Avengers Assembled in 1602?» (с англ. — «Что, если… Мстители собрались бы в 1602 году?») — восьмой эпизод второго сезона американского анимационного телесериала «Что, если…?», основанного на одноимённой серии комиксов издания Marvel Comics.
В данном эпизоде исследуется вопрос о том, что было бы, если бы Мстители оказались бы в 1602 году. Сценарий к эпизоду написали Эшли Брэдли и Райан Литтл, а режиссёром выступил Брайан Эндрюс.
Джеффри Райт повествует события мультсериала в роли Наблюдателя. Хейли Этвелл вернулась к озвучиванию Капитана Маргарет Картер — главной героини данного эпизода.
Разработка второго сезона началась в декабре 2019 года. Однако из-за задержек в производстве, вызванных пандемией COVID-19 во время создания первого сезона, было объявлено, что первые два сезона будут состоять из девяти эпизодов каждый.
Эпизод «Что, если… Мстители собрались бы в 1602 году?» был выпущен на стриминговом сервисе Disney+ 29 декабря 2023 года.

## Сюжет
В 2018 году Стив Роджерс / Капитан Америка атакует безумного титана Таноса, прибывшего в Ваканду. В результате атаки Роджерс бьёт по Камню Времени, в результате чего временные потоки смешиваются и возникает временная аномалия 1602 года.
1602 год. Капитан Пегги Картер появляется в этой вселенной при помощи Ванды Максимофф / Ванды-Мерлина, которая по приказу королевы Хелы была призвана, чтобы спасти их мир, терзаемый временными разломами. Спустя некоторое время, в крепости Хелы во время выступления драматурга Локи на сцене возникает новый временной разлом, уносящий в себя Локи. Картер спасает его, однако разлом, несмотря на усилия Картер, затягивает королеву Хелу. Тор становится королём и обвиняет Картер в гибели Хелы, объявляя на неё охоту. Картер забирает у Локи череп и сбегает, а Тор приказывает придворному сэру Гарольду «Хэппи» Хогану привести к нему Максимофф, чтобы та отчиталась о призванном герое.
Сбежавшая Картер узнаёт от Наблюдателя, что эта вселенная обречена и её никак не спасти. Картер подслушивает разговор Максимофф и Тора о «предвестнике» — человеке, который был первым перенесён в это время. Она отправляется к Тони Старку и передаёт череп. На нём Старк видит частицы неизвестного происхождения с определённой радиоактивностью. Картер решает забрать скипетр Тора, чтобы с его помощью восстановить вселенную. Позже карету Локи атакуют Роджерс Гуд, Баки Барнс и Скотт Лэнг / Человек-муравей. Картер приходит туда и уговаривает героев помочь украсть скипетр у короля Тора.
В баре Роджерс Гуд обсуждает операцию с Картер, после чего бар атакует армия Жёлтых шершней и Разрушитель во главе с сэром Хоганом. Картер сдаётся в плен, позволяя Роджерсу, Барнсу и Лэнгу сбежать. В темнице Наблюдатель пытается уговорить её вернуться в её вселенную, поскольку эту ей не спасти. Картер отказывается и сбегает с темницы с помощью Брюса Бэннера / Халка. Прибыв к Старку, компания придумывает план кражи скипетра во время церемонии приёма королём Тором других лордов и королей.
Как только герои приходят на приём, в центре замка возникает временной разлом, который пытается сдержать Ванда. Роджерс Гуд вступает в битву с сэром Хоганом и случайно отрезает ему перо со шляпы, провоцируя его трансформацию во «Фрика» Хогана, на которого впоследствии нападает Халк. На Барнса нападает палач Красный череп, однако его спасает Роджерс. Разлом начинает разрастаться, и Ванда предаёт и обездвиживает Тора, позволяя Старку поместить камень со Скипетра в своё изобретение. Картер активирует устройство и все видят, что первопроходцем в это время был Стив Роджерс, который атаковал Таноса. Прощаясь с Пегги, Стив исправляет временные разломы, возвращая всех героев в их времена этой вселенной, оставляя Пегги одну.
Через некоторое время Пегги приходит в бар и рассуждает о данных событиях. К ней присоединяется «Верховный» Стивен Стрэндж, заявляя, что у него есть кое-какая история для неё.

## Производство

### Разработка
В декабре 2019 года президент Marvel Studios Кевин Файги сообщил, что работа над вторым сезоном «Что, если…?», содержащим 10 эпизодов была начата и основанным на одноимённой серии комиксов издания Marvel Comics. В нём исследуется, как изменились бы события фильмов медиафраншизы «Кинематографическая вселенная Marvel» (КВМ), если бы некоторые события произошли бы иначе. Эшли Брэдли и Брайан Эндрюс вернулись в качестве главного сценариста и ведущего режиссёра соответственно и являются исполнительными продюсерами вместе с Брэдом Виндербаумом, Кевином Файги, Луисом Д’Эспозито и Викторией Алонсо.

### Сценарий
Сценарий к эпизоду был написан американскими сценаристами Эшли Брэдли и Райаном Литтлом и основан на серии комиксов Marvel 1602.

### Подбор актёров
Джеффри Райт повествует события мультсериала в роли Наблюдателя, а сама студия Marvel выразила надежду в возвращении актёров к озвучиванию своих персонажей в новом сезоне. Главную героиню — Капитан Маргарет «Пегги» Картер, озвучила Хейли Этвелл. В озвучивании персонажей также приняли участие Сэмюэл Л. Джексон (сэр Ник Фьюри), Элизабет Олсен (Ванда Максимофф / Ванда-Мерлин), Крис Хемсворт (король Тор Одинсон), Том Хиддлстон (принц Локи), Марк Руффало (Брюс Бэннер / Халк), Джон Фавро (сэр Гарольд «Хэппи» Хоган / «Фрик» Хоган), Мик Уингерт (Тони Старк), Джош Китон (Стив Роджерс / Роджерс Гуд), Пол Радд (Скотт Лэнг / Человек-муравей) и Себастиан Стэн (Баки Барнс). Наташу Романофф озвучила Лейк Белл, а «Верховного» Стивена Стрэнджа — Бенедикт Камбербэтч.

### Анимация
Брайан Эндрюс разработал стиль анимации «Сел-шейдинг» вместе с главой отдела визуального развития Marvel Studios Райаном Мейнердингом. Хотя сериал имеет единый художественный стиль, такие элементы, как камера и цветовая палитра, отличаются между эпизодами:4.

## Выпуск
Эпизод «Что, если… Мстители собрались бы в 1602 году?» был выпущен на стриминговом сервисе Disney+ 29 декабря 2023 года.

## Комментарии
1. ↑  Удар по Камню Времени и создание временной аномалии — момент, когда события эпизода расходятся с хронологической последовательностью «Священной линии времени», в частности с событиями фильма «Мстители: Война бесконечности» (2018), создавая новое альтернативное временное ответвление.